# Büchler József
Büchler József (Borsodnádasd, 1886. február 25. – Budapest, 1958. december 27.) nyomdász, szociáldemokrata politikus, országgyűlési képviselő, a Magyar Nemzeti Bank alelnöke.

## Élete

### 1919 augusztusáig
Középiskolai osztályainak egy részét a Miskolci Királyi Katolikus Gimnáziumban végezte, majd 1902-ig Salgótarjánban volt nyomdásztanonc, ezt követően pedig két éven át külföldön volt tanulmányúton. Miután hazatért, két évig ismét Salgótarjánban dolgozott, mint magántisztviselő. 1906-ban Büchler szervezte meg az első magántisztviselő-sztrájkot, mely miatt kitoloncolták a városból, ezután Budapestre költözött, ahol 1907-ben az Országos Munkásbetegsegélyező és Balesetbiztosító Pénztár munkatársa lett, itt egészen 1918-ig dolgozott. Emellett négy éven át – 1914 és 1918 között – a Magyarországi Magántisztviselők Szövetségének elnökeként is működött, és felelős szerkesztője volt A Magánalkalmazott, majd A Közalkalmazott c. lapoknak. Még tanonc korában belépett 1900-ban belépett az MSZDP-be, az őszirózsás forradalmat követően pedig a szociáldemokrata párt és a Budapesti Munkástanács titkára volt, 1918. novemberétől a Magyarországi Tanácsköztársaság kikiáltásáig, és az MSZDP Központi Intéző Bizottságának tagja volt. A kommün alatt a Magyarországi Szocialista Párt titkára, és képviselője volt, emellett pedig tagja volt a Szövetséges Központi Intéző Bizottságnak. Az április 7-én tartott tanácsválasztások irányítására létrehozott központi választási bizottság tagja volt Hirossik János és Farkas István mellett.

### A kommün bukása után
A bukás után Bécsbe emigrált, majd Pozsonyban élt két éven át emigrációban. 1922-ben visszatért Magyarországra, és ismét a szociáldemokrata mozgalomban helyezkedett el: az MSZDP központi titkára lett, ebben a minőségben egészen 1928-ig megmaradt, 1936 és 1939 között már mint főtitkár működött. 1922-ben Mónus Illéssel együtt vezette az országos választási irodát, mely a választási küzdelmet irányította a szociáldemokrata párt részéről. 1925-től fogva titkára volt a fővárosi törvényhatósági bizottságnak, 1942. január elsejével azonban megfosztották mandátumától. 1928-tól a szociáldemokrata képviselőcsoport titkára, s az 1927-ben induló parlamenti ciklus pótképviselőjének is megválasztották, majd Budapest I. (budai) kerülete országgyűlési képviselője lett 1931-ben. Magyarország német megszállását követően 1944-ben bujkálni kényszerült,  majd később a magyar csendőrség letartóztatta. A második világháborút követően tagja volt a fővárosi ideiglenes törvényhatósági bizottságnak, 1945. április 2-től pedig az Ideiglenes Nemzetgyűlésnek, emellett a Fővárosi Közmunkák Tanácsa igazgatósági tagja, és az MNB alelnöke volt, ezen utóbbi tisztségét 1945 és 1948 között viselte. Büchler alapvetően ellenezte az MSZDP és MKP egyesülését, emiatt 1948-ban a pártból kizárták, majd mint jobboldali szociáldemokratát 1950. június 9-én letartóztatták. A Budapesti Katonai Törvényszék 1950. szeptember 13-án egy koncepciós per keretei közt életfogytig tartó börtönbüntetésre ítélte. 1956 tavaszán szabadult, s az 1956-os forradalom idején szerepet vállalt a szociáldemokrata párt újjászervezésében, a párt elnökségi tagja volt 1956. október 31. és november 4. között. A Legfelsőbb Bíróság csak halála után, 1962. augusztus 6-án rehabilitálta. 1945-től fogva Szent Margit Gyógyfürdő Rt. igazgatósági tagja volt. A Kozma utcai izraelita temetőben nyugszik (5B. parcella 11. sor 39. sírhely).

## Családja
Izraelita vallású, kispolgári családból származott, édesapja Büchler Pál tisztviselő, anyja Liplich Róza volt. 1911. december 3-án Budapesten, a VII. kerületben házasságot kötött Makai Ibolyával, Steiner Sándor és Brill Klotild lányával. Az egyik tanú Bíró Dezső volt. Feleségét deportálták és nem tért vissza Auschwitzból. Egyik fiát Mauthausenbe deportálták, ahonnan 1945 májusában szabadult, másik fia pedig munkaszolgálat után szovjet fogságba esett 1943-ban, és a fogolytáborban meghalt.

## Emlékezete
Hidas Antal a Vörös Csepel c. indulójában Propper Sándor és Peyer Károly mellett őt is megemlítette.
A gégédre hurkol statáriumot,

És tapsolnak hozzá a rongy árulók,

Büchlerek, Propperek, Peyerek.

## Főbb művei
- A politikai pártszervezetekről. (Szocializmus, 1913)
- Közalkalmazott és "Közalkalmazott". Válasz dr. Andor Endre miniszteri tanácsos úr cikkére; Népszava Könyvkereskedés, Bp., 1918
- A községpolitikáról. (Szociáldemokrata községpolitikai könyvtár. 1. Bp., 1930)
- Bevezető a községpolitikába. (Bp., 1948)

### Cikkek
- Varsányi Erika: A szociáldemokraták az igazságszolgáltatás útvesztőiben, 1950–1962. Kálmán József emlékezete. Betekintő, 2011/4. sz.
- Végh Oszkár: Életút kitérőkkel. Száz éve született Büchler József (Népszava, 1986. febr. 25.)

### Lexikonok
- B. M.: B. F. (Az Ideiglenes Nemzetgyűlés almanachja. Bp., 1994).
- Gulyás Pál: Magyar írók élete és munkái. Bp., Magyar Könyvtárosok és Levéltárosok Egyesülete, 1939-2002. 7. kötettől sajtó alá rend. Viczián János.
- Amíg városatya lettem... A főváros főtisztviselőinek és törvényhatósági bizottság tagjainak önéletrajzgyűjteménye fényképekkel. Szerk. György Endre. Bp., Globus, 1931.
- Ki-kicsoda? Kortársak lexikona. [Bp.], Béta Irodalmi Rt., [1937].
- Magyar életrajzi lexikon. Főszerk. Kenyeres Ágnes. Bp., Akadémiai Kiadó, 1981.
- Magyar Nagylexikon. Főszerk. Élesztős László (1-5. k.), Berényi Gábor (6. k.), Bárány Lászlóné (8-). Bp., Akadémiai Kiadó, 1993-.
- Révai Új Lexikona. Főszerk. Kollega Tarsoly István. Szekszárd, Babits, 1996-.
- Új magyar életrajzi lexikon. Főszerk. Markó László. Bp., Magyar Könyvklub.
- Az új városháza. A főváros főtisztviselőinek és a törvényhatósági bizottság tagjainak életrajza, a főváros hivatalainak, intézményeinek és üzemeinek ismertetése. Az 1931-37. évi törvényhatóság. Szerk. Weichert Béla. Bp., 1931.

### Levéltári anyagok
- HU BFL - VII.18.d - 05/0449 - 1925
- HU BFL - VII.5.c - 10995 - 1924
- HU BFL - VII.5.c - 8999 - 1922